# Bệnh hiếm gặp
Bệnh hiếm gặp là bất kỳ bệnh nào ảnh hưởng đến một tỷ lệ nhỏ dân số. Ở một số nơi trên thế giới, bệnh mồ côi là một bệnh hiếm gặp mà hiếm có nghĩa là thiếu một thị trường đủ lớn để có được sự hỗ trợ và nguồn lực để khám phá các phương pháp điều trị cho nó, ngoại trừ việc chính phủ tạo điều kiện thuận lợi về mặt kinh tế để tạo ra và bán các phương pháp điều trị đó.
Hầu hết các bệnh hiếm gặp là do di truyền và do đó có mặt trong suốt cuộc đời của người bệnh, ngay cả khi các triệu chứng không xuất hiện ngay lập tức. Nhiều bệnh hiếm gặp xuất hiện sớm trong cuộc đời, và khoảng 30 phần trăm trẻ em mắc bệnh hiếm gặp sẽ chết trước khi sinh nhật thứ năm. Chỉ với một bệnh nhân được chẩn đoán duy nhất, thiếu hụt ribose-5-phosphate isomerase được xem là bệnh di truyền hiếm nhất.
 Không có số cắt đơn lẻ nào đã được đồng ý cho một căn bệnh được coi là hiếm. Bệnh có thể được coi là hiếm ở một phần của thế giới, hoặc ở một nhóm người cụ thể, nhưng vẫn phổ biến ở một quốc gia khác. 
Các gen toàn cầu đã ước tính rằng hơn 300 triệu người trên thế giới đang sống với một trong số 7.000 bệnh mà họ xác định là "hiếm" ở Hoa Kỳ.

## Định nghĩa
Không có một định nghĩa đơn lẻ nào được chấp nhận rộng rãi đối với các bệnh hiếm gặp. Một số định nghĩa chỉ dựa vào số người mắc bệnh, và các định nghĩa khác bao gồm các yếu tố khác, chẳng hạn như sự tồn tại của phương pháp điều trị thích hợp hoặc mức độ nghiêm trọng của căn bệnh. 
Tại Hoa Kỳ, Đạo luật Bệnh hiếm năm 2002 xác định bệnh hiếm gặp theo mức độ phổ biến, cụ thể là "bất kỳ bệnh hoặc tình trạng nào ảnh hưởng đến ít hơn 200.000 người ở Hoa Kỳ", hoặc khoảng 1 trên 1.500 người. Định nghĩa này về cơ bản giống như Đạo luật về Thuốc Lá Orphan năm 1983, một luật liên bang được viết để khuyến khích nghiên cứu các bệnh hiếm gặp và các liệu pháp chữa bệnh có thể xảy ra.
 Ở Nhật Bản, định nghĩa pháp luật về bệnh hiếm gặp là một bệnh có ảnh hưởng đến 50.000 bệnh nhân ở Nhật Bản, hoặc khoảng 1 trong 2.500 người.
Tuy nhiên, Ủy ban Châu Âu về Y tế công cộng xác định các bệnh hiếm gặp là "bệnh đe dọa đến tính mạng hoặc bệnh suy nhược kinh niên đang có tỷ lệ thấp như vậy cần nỗ lực kết hợp đặc biệt để giải quyết". Thuật ngữ tỷ lệ thấp sau đó được định nghĩa là nói chung có nghĩa là ít hơn 1 trên 2.000 người. Các bệnh hiếm gặp về mặt thống kê, nhưng cũng không đe dọa đến mạng sống, làm suy nhược mãn tính, hoặc điều trị không đầy đủ, được loại trừ khỏi định nghĩa của họ.
Các định nghĩa được sử dụng trong các tài liệu y tế và các kế hoạch y tế quốc gia được chia ra tương tự, với các định nghĩa khác nhau, từ 1 / 1.000 đến 1 / 200.000.

## Đặc tính
Bệnh hiếm thường là do  di truyền và do đó mãn tính. EURORDIS ước tính rằng ít nhất 80% trong số họ đã xác định nguồn gốc di truyền. Các bệnh hiếm gặp khác là kết quả của nhiễm trùng và dị ứng hoặc do các nguyên nhân thoái hoá và sinh sôi nảy nở. 
Các triệu chứng của một số bệnh hiếm gặp có thể xuất hiện khi trẻ được sinh ra hoặc trong thời thơ ấu, trong khi những người khác chỉ xuất hiện khi đạt được tuổi trưởng thành. 
Các ấn phẩm nghiên cứu nhấn mạnh đến các bệnh hiếm gặp có tính mãn tính hoặc không chữa được, mặc dù nhiều điều kiện y khoa ngắn hạn cũng là bệnh hiếm gặp.

## Nghiên cứu cộng đồng và chính sách chính phủ
Văn phòng Nghiên cứu Bệnh hiếm của Bộ Y tế (ORDR) được thành lập bởi H.R. 4013 / Luật Công 107-280 năm 2002. H.R 4014, ký cùng ngày, đề cập đến "Đạo luật Phát triển Sản phẩm Trẻ Em Bệnh hiếm". Các sáng kiến tương tự đã được đề xuất ở Châu Âu. Tổ chức ORDR cũng điều hành Mạng lưới Nghiên cứu Lâm sàng về Bệnh hiếm (RDCRN). RDCRN cung cấp hỗ trợ cho các nghiên cứu lâm sàng và tạo điều kiện hợp tác, nghiên cứu tuyển sinh và chia sẻ dữ liệu. 
Năm 2013, chính phủ Vương quốc Anh đã công bố Chiến lược phòng chống bệnh hiếm của Vương quốc Anh nhằm đảm bảo rằng không ai bị bỏ lại chỉ vì họ có một căn bệnh hiếm gặp với 51 khuyến cáo về chăm sóc và điều trị trên khắp Vương quốc Anh sẽ được thực hiện vào năm 2020. Các dịch vụ y tế ở bốn quốc gia thành viên đã đồng ý thông qua kế hoạch thực hiện vào năm 2014 nhưng đến tháng 10 năm 2016, Cơ quan Y tế Anh không đưa ra kế hoạch và nhóm nghị sĩ của tất cả các đảng đối với các Điều kiện về bệnh hiếm, di truyền học và chưa được chẩn đoán đã đưa ra một báo cáo Không để ai bị đằng sau: cần một kế hoạch thực hiện cho Chiến lược phòng chống bệnh hiếm của Anh vào tháng 2 năm 2017. Vào tháng 3 năm 2017, có thông báo rằng NHS England sẽ xây dựng một kế hoạch thực hiện.

## Nhận thức cộng đồng
Ngày bệnh hiếm gặp được tổ chức tại Châu Âu, Canada và Hoa Kỳ vào ngày cuối tháng 2 để nâng cao nhận thức về các bệnh hiếm gặp.